# Стриха, Максим Витальевич
Макси́м Вита́льевич Стри́ха (24 июня 1961, Киев) — украинский учёный, общественный и политический деятель, переводчик, писатель, доктор физико-математических наук (1997). Сын Виталия Илларионовича Стрихи. Главный научный сотрудник Института физики полупроводников НАН Украины (с 2010), заведующий кафедры перевода Гуманитарного института Киевского университета имени Бориса Гринченко (с 2010), вице-президент АН высшей школы Украины (с 2010), вице-президент Ассоциации украинских писателей (с 2009), председатель Общественного совета при Государственном агентстве по науке, инновациям и информатизации Украины (с 2011). Член редакционных коллегий «Украинского физического журнала» (с 2010), журнала «Сенсорная электроника и микросистемные технологии» (с 2009). Член редколлегии журнала «Вселенная» (с 2006). Главный редактор журнала «Научные горизонты» (с 2010). Заместитель Министра образования и науки Украины (2008—2010, 2014—2019).

## Биография
Родился 24 июня 1961 в Киеве в семье с давними научными традициями. Окончил среднюю школу № 58 в г. Киеве и радиофизический факультет Киевского государственного университета им. Т. Г. Шевченко. С 1983 года работает в Институте физики полупроводников НАН Украины им. В. Е. Лашкарева. Создал последовательную теорию оптических и рекомбинационных переходов в реальных полупроводниках с дефектами, деформациями, неоднородностями состава. В последние годы научные интересы связаны также с физикой графена — моноатомного слоя углерода с уникальными физическими свойствами, впервые полученного в 2004 году. Принимает активное участие в популяризации физических знаний.
С начала 1980-х годов увлекается художественным переводом. Большое влияние на формирование М. Стрихи качестве переводчика произвело знакомство с Григорием Кочуром. В переводах М. Стрихи выходили поэтические и прозаические произведения Данте, Свинбёрна, Эдгара По, Чарльза Дикинсона, Р. Л. Стивенсона, Редьярда Киплинга, Томаса Элиота, Сэмюэля Колриджа, Уильяма Вордсворта, Уолта Уитмена, Уильяма Йейтса, Хосе Мариа Эредиа, И. А. Бунина, В.Брюсова, Н.Гумилева, О. Э. Мандельштама, Шандора Мараи, Чеслава Милоша, Андрея Хадановича, других классических и современных авторов.
Автор книги стихов «Сонеты и октавы» (1991), двух литературоведческих монографий, многочисленных литературно-критических и литературоведческих статей. В переводоведении сформулировал и обосновал концепцию нациотворческой функции украинского художественного перевода.
С конца 1980-х годов — в общественно-политической жизни, известен своими выступлениями по радио. Один из участников создания Общества украинского языка им. Тараса Шевченко (член избранного в 1989 г. первого состава ревизионной комиссии ТУМ), депутат первого демократического созыва Киевсовета (1990—1994). Увлекается туризмом: участник более 50 байдарочных походов (ходить в которые начал с 1970 года благодаря родителям). Прошел Саянский коридор Енисея (ныне затоплен водохранилищем Саяно-Шушенской ГЭС) и другие «классические» байдарочные маршруты Урала, Карелии, других регионов бывшего СССР и Украины.

## Образование
- Киевский университет имени Тараса Шевченко, радиофизический факультет (1978-83);
- Аспирант Физико-технического института имени Абрама Иоффе АН СССР (Ленинград, 1983-87) кандидатская диссертация «Оже-рекомбинация и ударная ионизация через примесные центры в полупроводниках» (1987);
- Докторская диссертация «Оптические и рекомбинационные переходы в полупроводниках с дефектами, деформациями и неоднородностями состава».

## Карьера
- С сентября 1983 — инженер, младший научный сотрудник, научный сотрудник, старший научный сотрудник теоретического отдела, докторант, ведущий научный сотрудник, с 2010 — главный научный сотрудник, Институт физики полупроводников НАНУ.
- 1990—1994 — заместитель председателя комиссии по вопросам культуры и охраны исторической среды, Киевский горсовет народный депутат.
- 1993—1995 — советник Министра культуры Украины Ивана Дзюбы.
- 1995—2008 — заведующий лабораторией методологических проблем культурной политики Украинского центра культурных исследований.
- 1997—2003 — координатор Киевского филиала Ассоциации украинских писателей.
- 1999—2008 — руководитель научных программ Института открытой политики.
- 2005—2007 — главный научный сотрудник Института энциклопедических исследований НАНУ.
- С февраля 2008 — заместитель Министра образования и науки Украины Ивана Вакарчука; уволен по собственному желанию 16 июня 2010.
- 2008—2011 — профессор радиофизического факультета КНУ им. Тараса Шевченко (по совместительству).
- С 2010 — заведующий кафедрой перевода Гуманитарного института Киевского университета имени Бориса Гринченко (по совместительству).
- С 3 сентября 2014 года вновь назначен заместителем Министра образования и науки Украины.

## Работы
- Автор более 150 работ по теории полупроводников, учебного пособия «Физические теории: люди, идеи, события» (укр. Фізичні теорії: люди, ідеї, події) (2012, в соавт.),
- книги стихов «Сонеты и октавы» (укр. Сонети та октави, 1991),
- соавтор книги «Очерки украинской популярной культуры» (укр. Нариси української популярної культури, 1998),
- литературно-критические статьи и переводы печатались в журналах «Всесвіт», «Сучасність», «Книжник-Review», «Критика», «Березіль», «Курьер Кривбасса», «Литературной Украине», и в других изданиях.
- публицистические статьи печатались в электронных и печатных СМИ: «Украинская правда», «Хроника», «Украина молодая», «Зеркало недели», «День» и др.

### Литературоведческие труды
- Здолавши півшляху життя земного… «Божественна комедія» Данте та її українське відлуння. — Київ: Факт, 2001. (укр.)
- Данте й українська література: досвід рецепції на тлі «запізнілого націєтворення». — Київ: Критика, 2003. (укр.)
- Український художній переклад: між літературою і націєтворенням. — Київ: Факт, 2006. (укр.)

### Переводы на украинский язык
- Любимые английские стихи и вокруг них. укр. Улюблені англійські вірші та навколо них. — Киев: Факт, 2003.
- Песни нового мира. Любимые стихи поэтов США и Канады. укр. Пісні нового світу. Улюблені вірші поетів США та Канади — Киев: Факт, 2004.
- Хотений бессмысленных яд: 20 русских поэтов «серебряного века» в украинских переводах. укр. Хотінь безсенсовних отрута: 20 російських поетів «срібного віку» в українських перекладах. — Киев: Факт, 2007.
- «Служанка-госпожа» итал. La Serva Padrona, укр. Служниця-пані — текст комической оперы Джованни Баттиста Перголези, 2011
- «Сокол» — либретто Ф. Г Лаферм'єра оперы Дмитрия Бортнянского.
- «Алкид» — либретто оперы Дмитрия Бортнянского.
- «Божественная комедия» укр. Божественна комедія» («Ад» (укр. Пекло, 2013) и «Чистилище» (укр. Чистилище, 2014), «Рай» (укр. Рай, 2015), издательство «Астролябия»).
- Любимые переводы. укр. Улюблені переклади — Киев: Украинский писатель, 2015.
- «Кентерберийские рассказы» укр. Кентерберійські оповідання (в работе, первые фрагменты опубликованы в 2015).

Премию Кабинета министров Украины имени Максима Рыльского Максим Стриха получил в 2015 году за перевод с итальянского поэмы Данте Алигьери «Божественная комедия. Ад» (издательство «Астролябия»).

### Поэзия
- Ленинград. 1980-е (автобиографическая поэма) укр. Ленінград. 1980-ті
- Верлибры о майдане. укр. Верлібри про Майдан.